# Xenaphalara signata
Xenaphalara signata är en insektsart som först beskrevs av Löw 1881.  Xenaphalara signata ingår i släktet Xenaphalara och familjen rundbladloppor. Inga underarter finns listade i Catalogue of Life.